# Bandgräsmossa
Bandgräsmossa (Brachythecium latifolium) är en bladmossart som beskrevs av Kindberg 1888. I den svenska databasen Dyntaxa används istället namnet Sciuro-hypnum latifolium. Enligt Catalogue of Life ingår Bandgräsmossa i släktet gräsmossor och familjen Brachytheciaceae, men enligt Dyntaxa är tillhörigheten istället släktet nordgräsmossor och familjen Brachytheciaceae. Arten är reproducerande i Sverige. Inga underarter finns listade i Catalogue of Life.